# Massonia depressa
Massonia depressa (Engels: hedgehog lily) is een soort uit de aspergefamilie (Asparagaceae). Het is een overblijvende bolgewas met twee tegenoverliggende bladeren die plat op de grond liggen. Deze bladeren kunnen tot 25 centimeter lang worden en zijn meestal glad, soms gevlekt. In het midden van de plant komen de bloemen die een groene of crèmewitte kleur hebben. 
De soort komt voor in Zuid-Afrika, waar hij aangetroffen wordt in de noordelijke en westelijke delen van de Kaapprovincie (van Namakwaland tot in de Langkloof) en verder ook in de Vrijstaat en de Karoo. Hij groeit daar op droge zandige bodems en in halfwoestijnen.

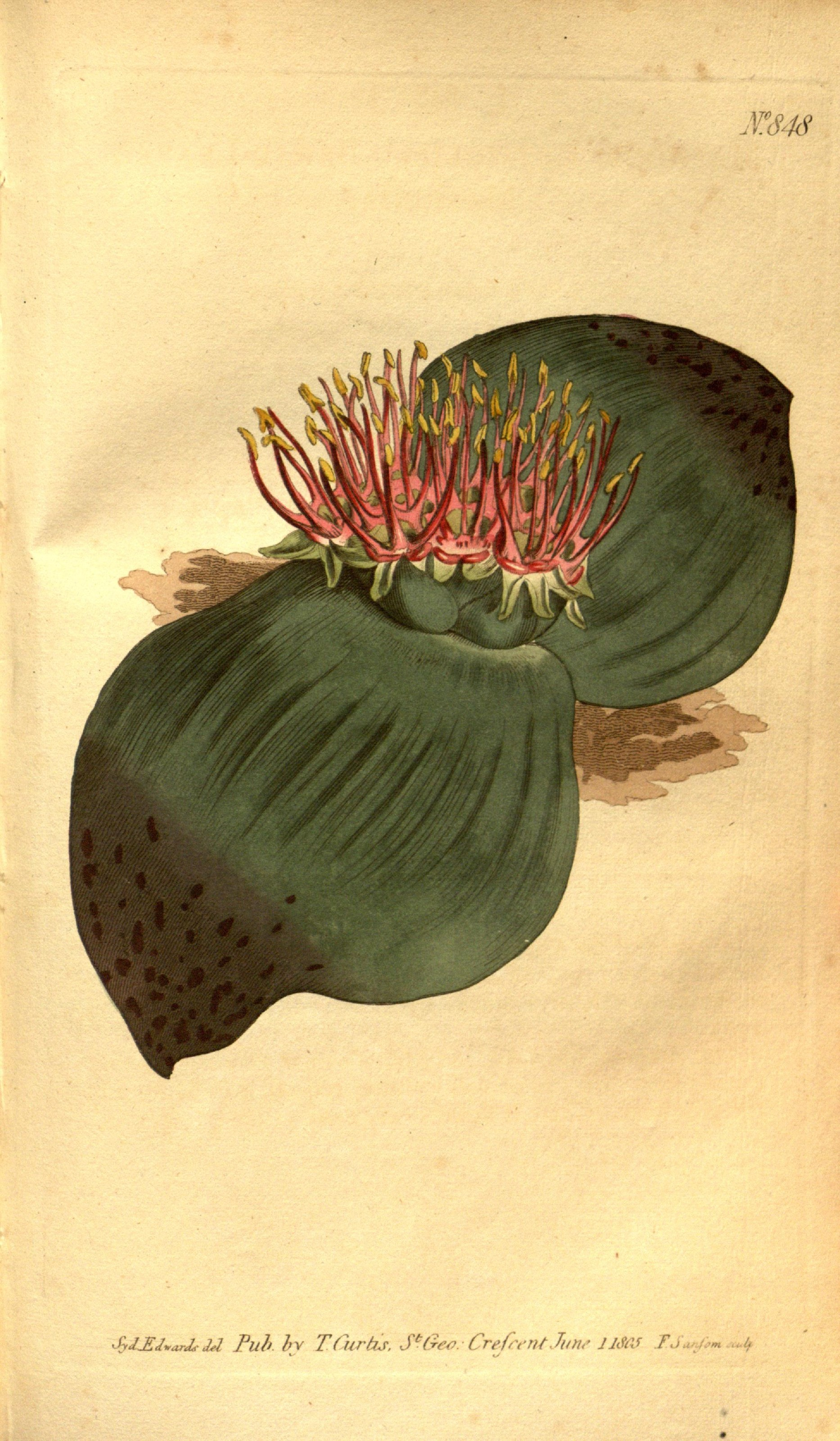
Botanische afbeelding